# Podryw na głupka
Podryw na głupka (ang. The Jerk Theory) – amerykańska komedia romantyczna z 2009 roku. 

## Treść
Adam zostaje porzucony przez swoją dziewczynę Cynthię. Jest to dla niego szok, gdyż był w stanie zrobić dla niej wszystko, a ona zostawiła go dla szkolnego podrywacza, Marca. Po tym doświadczeniu Adam dochodzi do wniosku, że dziewczyny wolą głupków niż miłych facetów i postanawia sam zostać aroganckim playboyem. Szybko zyskuje powodzenie u płci przeciwnej. Wkrótce jednak zakochuje się w Molly, nowa strategia okazuje się bezużyteczna. Dziewczyna nie chce mieć nic wspólnego z kimś, kto traktuje kobiety w instrumentalny sposób. Żeby zdobyć serce Molly, Adam znowu będzie musiał stać się miłym chłopcem. 

## Obsada
- Josh Henderson - Adam
- Tom Arnold - Ojciec Bailey
- Jenna Dewan - Molly
- Lauren Storm - Amy
- Derek Lee Nixon - Chester
- Jesse Heiman - Clinton
- Jaci Twiss - Cynthia Swensen